# 二上山城
二上山城（ふたがみやまじょう）は、鳥取県岩美郡岩美町岩常にあった日本の城。南北朝時代から室町時代中期にかけての因幡国の守護所だった。鳥取県指定史跡。

## 歴史
南北朝時代に因幡守護となった山名時氏によって、文和年間（1352年-1355年）に二上山山頂に築城されたと伝えられる。二上山城が因幡守護所とされた理由については、次の4点が考えられる。
1.荒金・法正寺・銀山・岩常から産出する金・銀・銅資源の掌握と管轄。
2.山陰道のおさえ。
3.山麓の小田川を通じての水運の利用
4.天険を利用しての軍事拠点
『因幡民談記』によれば、5代守護の山名勝豊の文正元年（1466年）に国の中央、布勢の天神山に守護所が移されたと伝えられる。ただし、新たな因幡守護所である布勢天神山城が山名勝豊によって築かれたとする説は、現在ではほぼ否定されている。15世紀後半から16世紀前半にかけて、守護所の機能が二上山城から布勢天神山城へと移行したのは確実であるが、その年代については今後の研究を待ちたい。
守護所が布勢天神山城へと移ったのち、二上山城と岩常の集落は荒廃した。特に因幡山名氏が滅びてからの治安の悪化を憂いた村民は但馬山名氏（山名の総領家）に窮状を訴え、但馬山名氏一族の三上兵庫頭豊範を城主として迎えた。三上兵庫頭は二上山城の不便さをいとい、新たに道竹城を築いて移った。二上山城には番兵を置いたという。さらに降った天正年間になると、因幡経営の拠点は鳥取城に置かれることとなった。
天正9年（1581年）羽柴秀吉による鳥取城攻略によって毛利氏勢力は因幡を去り、旧巨濃郡は垣屋光成が領することとなった。垣屋氏は浦富の桐山城を居城としたが、慶長5年（1600年）の関ヶ原の戦いで垣屋恒総が西軍に与して滅ぶ。二上山城もこの頃に廃城になったと考えられる。近年の発掘調査では近世初頭のすり鉢片なども城跡から出土しており、元和の一国一城令まで城が存続していたと考えることもできる。
平成10年（1998年）4月21日に県指定史跡となった。

## 構造

### 二上山城の構造
- 巨濃郡のほぼ中央、標高346メートルの二上山の峻険な地形を利用して築かれた、典型的な山城である。
- 南西から北東の稜線にかけて一直線状に曲輪を連ねている。
- 主要な郭はすべて山上に集中しているが、急峻な痩せ尾根による地形的な制約を受けている。まず山上に一の平があり、一の平北東下にはごく小規模で粗末な造りながら石垣（長さ4.5メートル、高さ2メートル）が存在する。これは山陰地方最古の石垣である。一の平の周囲には防衛の機能を備えていたと見られる帯曲輪がある。一の平から北東方向に下って、細長い二の平がある。二の平も北と南に帯曲輪を備えている。さらに下って8つの小削平地が連続する三の曲輪群がある。
- 三の郭より下の尾根は、連続する堀切と切岸で遮断している。
- 山上から東西南北に伸びる4つの支峰には、小規模な砦群が連なっている。
- 岩常集落には横井屋敷・山崎屋敷・南屋敷などの小字が残り、侍屋敷が形成されていたと考えられる。一方、守護館の所在地については不明である。

### 周辺の砦群
- 岩常集落の北に常智院砦、南には城山砦がある。旧福部村栗谷から蔵見にかけては栗谷城・坂谷城・大旗山城が山続きにつながる。この砦群が防衛線を形成し、有事の際に備えていたと考えられる。
- さらに旧福部村から岩美町にかけて散在する村落領主の城砦も防衛線の機能を果たしていたと見られる。